# یایتا، توچیگی
یایتا در استان توچیگی در کشور ژاپن واقع شده‌است  که دارای جمعیت ۳۵٬۴۶۲ نفر و مساحت ۱۷۰٫۶۶ کیلومتر مربع با تراکم جمعیت ۲۰۸  نفر در کیلومترمربع است و در تاریخ ۱ نوامبر ۱۹۵۸ به عنوان شهر شناخته شد.